# Fjällräven
Fjällräven AB is een Zweeds bedrijf, dat zich bezighoudt met de productie en verkoop van outdoorkleding. Het merk verkoopt vooral goed in Scandinavië en het noorden van Europa (Duitsland, Nederland en België). Het bedrijf is in 1960 opgericht door Åke Nordin. Het behoort nu tot de Zweedse groep Fenix Outdoor AB uit Örnsköldsvik, een beursgenoteerde groep die anno 2013 geleid wordt door Martin Nordin.
Fjällräven heeft de naamrechten gekocht voor de sport- en evenementenhal in Örnsköldsvik, die sinds 1 januari 2010 Fjällräven Center heet. De hal, die in 2006 werd geopend, stond daarvoor bekend als de Swedbank Arena. De hal is de thuishaven van de ijshockeyploeg MODO Hockey.
Daarnaast organiseert het bedrijf ook de Fjällräven Polar Race, een 300 km lange race van 5 dagen over de pooltoendra.
Fjällräven betekent 'poolvos' in het Zweeds.